# Кардаков Олександр Юрійович
Олекса́ндр Ю́рійович Кардако́в (нар. 5 жовтня 1964, м. Світловодськ, Кіровоградська область) — український IT-бізнесмен, автор новітніх military-tech розробок, основоположник більше десятка проектів комерційного, громадсько-політичного та оборонно-промислового напрямків. Голова Наглядової ради ТОВ «Октава Капітал», що здійснює управління диверсифікованим портфелем інноваційних компаній бізнесмена. У різні часи під управлінням «Октава Капітал» знаходилося понад 50 успішних технологічних компаній: Датагруп, Інком, Мегатрейд, Octava Defence, Автор та ін.

## Біографія
Олександр Юрійович Кардаков народився 5 жовтня 1964 року в місті Світловодськ у родині інженерів-енергетиків. Виріс у місті Вишгород, передмісті Києва.
Освіта
- 1987 — закінчив факультет електронної техніки Київського політехнічного інституту, здобувши кваліфікацію інженера електронної техніки;
- 2002 — здобув бізнес-освіту за програмою MBA (Master of Business Administration) в Бізнес-школі «МІМ Київ»;
- 2013 — здобув бізнес-освіту за програмою DBA (Doctor of Business Administration) в Бізнес-школі «МІМ Київ»;
- 2013—2016 — здобув кваліфікацію магістра з фінансового ринку в Українському інституті розвитку фондового ринку за спеціальністю «Фінанси і кредит»;
- 2016 — здобув науковий ступінь кандидата економічних наук; дисертація за спеціальністю «Світове господарство і міжнародні економічні відносини».

Трудова діяльність
- 1987 — інженер-налагоджувальник КСЕСС, м. Київ;[1]
- 1990 — співзасновник та технічний директор компанії «Інформаційні комп'ютерні системи» (ICS) (впровадження САПР, розробка програмного забезпечення та апаратних засобів автоматизації в радіоелектронній промисловості);
- 1996 — керівник компанії ICS;
- 1996 — засновник компаній ИКС-Мегатрейд та Бест Пауер Україна;
- 2000—2003 — засновник «Датаком» та «Датасат», президент компанії «Датагруп»;
- 2007 — засновник компанії «Октава Капітал» (управління активами). Активи групи компаній «Октава Капітал» диверсифіковані в різних секторах економіки. Ключові бізнеси зосереджені в сфері IT: дистрибуція («Мегатрейд»), криптографія («Автор»), послуги (Accord Group, «Октава Кіберзахіст»);
- З 2009 Олександр Кардаков є головою Наглядової ради компанії «Октава Капітал».[2][3]
- 2015 — генеральний директор «Датагруп» (провідний національний оператор зв'язку на ринку телекомунікаційних послуг);
- 2018 — засновник компанії Octava Defence.[4]
- 2023 — Олександр Кардаков розпочав будівництво 7-поверхового офісного центру для власних бізнесів на вулиці Констянтинівській.[5][6][7]

## Громадська діяльність
- Успішно займається громадською діяльністю та вбачає свою місію у підтримці інноваційного руху в Україні, відстоюванні інтересів та розвитку вітчизняної ІТ-індустрії;
- Засновник і Голова Правління Асоціації CISO (офіцери інформаційної безпеки);[8]
- Член українського відділення ASIS (Американська асоціація промислової безпеки);[9]
- Член АПКБУ (Асоціація професіоналів корпоративної безпеки України);[10]
- Викладач на курсі «Керівник корпоративної безпеки» в сфері інформаційної та кібербезпеки;
- Співінвестор та активний учасник організації «Бізнес 100»;
- Працював над ліквідацією наслідків кібератак у листопаді-грудні 2016 року та відновленням роботи п'яти держустанов;[11]
- Працював над ліквідацією наслідків масштабної атаки вірусу Petya у 2017 році;[12]
- З 2015 Олександр Кардаков є головою громадської ініціативи «Рада Реформ Національної Безпеки»;
- З початку повномасштабної війни Росії проти України передають освітнім та культурним закладам. У серпні 2023 року з нагоди 125 річниці альма-матер Кардаков подарував ЗВО відреставроване фортепіано «Україна»;[13]
- 1 квітня 2024 року за сприяння Олександра Кардакова у Залі засідань Вченої ради КПІ було відкрито погруддя Ігоря Івановича Сікорського, видатного авіаконструктора і винахідника. Церемонія відкриття бюста, автором якого є скульптор;[14]
- Олександр Кардаков є основоположником першої в Україні ініціативи  озеленення міст і територій, які постраждали внаслідок російської агресії — «Post War Greening». У рамках проєкту його учасники та партнери підтримують екологію та відновлюють зелені зони, консолідучи екологічно свідоме суспільство, бізнес, владу, громадськість та ЗМІ навколо природоохоронної, екологічної тематики.[15][16]
- Член Ради з питань підтримки підприємництва — консультативно-дорадчого органу при Президентові України (з 27 червня 2025).[17]

## Military-tech розробки
Олександр Кардаков є автором новітніх miltech-розробок, які лежать в основі інноваційної продукції defense-холдингу Octava Defence, спрямованого на підтримку технологічного прогресу та безпеки України. Наразі defense-холдинг забезпечує весь ланцюжок інноваційного оборонного продукту: від появи ідеї та розробки до виробництва і його масштабування.
У серпні 2023-го бізнесмен представив першу платформу захисту об'єктів критичної інфраструктури — СФЕРА, що поєднує в собі РЛС (радіолокаційну систему), акустичні датчики, оптичні та тепловізійні системи, софт з наданням інформації до засобів знищення БПЛА та вогневої активної протидії. Розробка компанії Octava Defence дозволяє швидко визначати ворожу ціль та оперативно її знищити.
У жовтні 2023 року Кардаков запропонував проєкт створення так званого «Залізного купола», системи безпеки акустичного виявлення російських ракет і дронів-камікадзе Shahed — FENEK. Така система виявляє загрозу на середній і близькій відстані, розраховує траєкторію руху і вказує ППО та іншим засобам ураження потенційну мету.
До комплексу входить підсистема інтелектуального нагляду «ЗІР», розроблений інжиніринговою компанією Compass Engineering з групи компаній Олександра Кардакова, оснащений оптичним сенсором з 50-кратним зумом та тепловізійною камерою з сучасними детекторами, що дозволяє визначати цілі в складних умовах. Система, що включає машинний зір для ідентифікації типу та координат об'єктів, забезпечує високий рівень ситуаційної обізнаності та використовується Державною прикордонною службою України для ефективного виявлення ворожих ДРГ і військової техніки.
У лютому 2024 року Олександр Кардаков та його компанія «Автор» представили новітнє електронне посвідчення військовослужбовця, призначене для заміни всіх паперових документів, включаючи військовий квиток, посвідчення учасника бойових дій, посвідчення про відрядження, медичну карту, висновок ВЛК. Це посвідчення оснащене захищеним чипом, який забезпечує конфіденційність і безпеку інформації, доступної лише через спеціальний застосунок з двофакторною авторизацією, що робить його недоступним для ворожих сил у разі полону воїна.

## Статки
У 2011 і 2012 Кардаков займав 83 і 84 місця в рейтингу 100 найбагатших людей України за версією журналу Forbes Україна. Видання оцінювало статки бізнесмена в $ 112 млн.
У 2016 році журнал Forbes Україна оцінив статки Кардакова в $ 27 млн і розмістив його на 97 місці рейтингу найбагатших українців.

## Захоплення
Колекціонує давньоримські монети, викарбувані при династії Северів. У його колекції кілька тисяч примірників.
Любить мандрувати. Подорожував у Африці, пустелях Австралії на мотоциклі та джипі, був у горах Тибету та Непалу, на Камчатці, Шантарських островах в Охотському морі. Також займається дайвінгом та рибалкою. Захоплюється ландшафтним дизайном.

## Відзнаки
- 2003 — отримав нагороду «Людина року» в номінації «За найбільший внесок у розвиток ринку системної інтеграції»;[11]
- 2007 — нагороджений званням "Людина року", як особа, яка найбільшою мірою вплинула на розвиток ІТ-ринку України;[11]
- 2013 — став єдиним представником ІТ-галузі, хто увійшов до сотні найвпливовіших людей України;[35]
- 2019 — компанія «Октава Капітал» Олександра Кардакова увійшла в рейтинг топ-20 найголовніших інвестиційних проектів року, за версією журналу «Власть денег».[36]